# Hungund, Shiggaon
Hungund là một làng thuộc tehsil Shiggaon, huyện Haveri, bang Karnataka, Ấn Độ.